# Atrophaneura hedistus
Byasa hedistus là một loài bướm ngày thuộc họ Papilionidae. Loài này phân bố ở phía bắc Việt Nam và phía nam Trung Hoa.